# 보령 최씨
보령 최씨(保寧崔氏)는 충청남도 보령시를 본관으로 하는 한국의 성씨이다. 시조는 최창익(崔昌益)이다.

## 참고 자료
- “보령최씨(保寧崔氏)”. 뿌리를 찾아서.[깨진 링크(과거 내용 찾기)]